# Ablepharus rueppellii
Espèce
Synonymes
- Riopa ruppellii Gray, 1839
- Ablepharus festae Peracca, 1894

Statut de conservation UICN

 LC  : Préoccupation mineure
Ablepharus rueppellii est une espèce de sauriens de la famille des Scincidae.

## Répartition
Cette espèce se rencontre dans le Nord et le Centre d'Israël, la Jordanie et la péninsule du Sinaï en Égypte. Sa présence est incertaine au Liban et en Syrie.

## Liste des sous-espèces
Selon The Reptile Database (26 juin 2012) :
- Ablepharus rueppellii festae Peracca, 1894
- Ablepharus rueppellii rueppellii (Gray, 1839)

## Publications originales
- Gray, 1839 "1838" : Catalogue of the slender-tongued saurians, with descriptions of many new genera and species. Annals and Magazine of Natural History, sér. 1, vol. 2, p. 287-293 (texte intégral).
- Peracca, 1894 : Viaggio del Dr. E. Festa in Palestina, nel Libano e regioni vicine. Bollettino dei Musei di Zoologia ed Anatomia Comparata della R. Università di Torino, vol. 9, no 167, p. 1-20 (texte intégral).